# Миколаївський судовий процес
Миколаївський судовий процес — один із повоєнних радянських відкритих судів щодо іноземців, звинувачених у скоєнні військових злочинів у період Другої світової війни. Перед судом у Миколаєві представили 9 німецьких військовослужбовців на чолі із генерал-лейтенантом Германом Вінклером. Їх звинувачували у військових злочинах, скоєних на території Миколаївської області Української РСР у період її окупації: руйнування об'єктів Миколаєва перед відступом, масові вбивства радянських військовополонених та цивільного населення (зокрема євреїв та ромів), примусове вивезення цивільного населення до Німеччини. Усіх підсудних було визнано винними та засуджено: 7 осіб (включаючи Вінклера) були публічно повішені в Миколаєві, а двоє отримали довгі строки каторжних робіт.

## Підготовка
30 листопада 1945 року на адресу наркомів внутрішніх справ і державної безпеки УРСР В. Рясного і С. Савченка, а також начальника управління контррозвідки «СМЕРШ» Київського військового округу М. Осетрова з Москви було відправлено директивну вказівку їх безпосередніх начальників — С. Круглова, Б. Кобулова і В. Абакумова.
Із листа випливало, що, згідно з рішенням «директивних органів», у містах Києві та Миколаєві «будуть проведені відкриті судові процеси над групою викритих у звірствах проти радянських громадян колишніх військовослужбовців німецької армії і німецьких каральних органів». Далі в листі визначалися конкретні терміни проведення слідства та суду, називалися затверджені «на горі» кандидатури голови суду й представника державного обвинувачення. Зокрема, слідство у «Миколаївській справі» мало закінчитися 5 січня 1946 року, а власне судовий процес розпочатися вже 10 січня. Головою суду на процесі в Миколаєві московські зверхники призначили голову військового трибуналу Одеського військового округу, полковника юстиції О. Зонова, а державним обвинувачем — прокурора військ НКВС Українського округу, полковника юстиції І. Ф. Семашка.
Із формулюванням — «для надання практичної допомоги», а фактично з особливими повноваженнями нагляду за діями своїх українських структур, із Москви до Миколаєва була направлена група оперативних працівників НКВС і НКДБ СРСР, а також Головного управління «СМЕРШ». До її складу входило десять осіб під керівництвом начальника 1-го відділу Оперативного управління ГУПВІ НКВС СРСР, генерала-майора Дроздова. У листі акцентувалася увага на «особливому політичному значенні» майбутнього судового процесу, висвітленні його ходу в місцевій і центральній пресі. У зв'язку з цим від організаторів було потрібно «мобілізувати всі наявні можливості на забезпечення високого рівня слідчої підготовки і самого судового процесу». Далі, з властивим для апаратної стилістики формулюванням — «пропонуємо», йшов докладний (із 10 пунктів) перелік заходів, які належало здійснити в процесі підготовки і проведення наміченого слідства й суду.
Характерною деталлю, властивою стилю й методам роботи фактично підконтрольних лише Й. Сталіну силових структур режиму, є маленька приписка в кінці документа: «З цим листом ознайомте Першого секретаря ЦК КП(б) України». Ця деталь добре ілюструє те, як мало залежало в Українській РСР від її політичного керівництва.
Практично відразу після того, як згадану письмову вказівку 3 грудня 1945 року було зареєстровано вхідним документом у Секретаріаті НКВС УРСР, почалося його практичне виконання. Фактично весь обсяг оперативно-слідчої та агентурної роботи, пов'язаної з підготовкою судового процесу в Миколаєві (як, втім, і в Києві), був покладений на Оперативний відділ УПВІ НКВС Української РСР, очолюваний тоді підполковником М. Тимошенком. У Миколаєві всю роботу з підготовки процесу координувало обласне Управління НКВС на чолі з полковником Хоруженком, а також відряджений з Москви генерал-майор Дроздов.
Особливу увагу було звернуто на свідків процесу. У цьому зв'язку, за погодженням із Миколаївським обкомом КП(б) України, з найбільш постраждалих під час окупації районів області добиралися й відповідно «готувалися» до процесу свідки з числа партійно-радянського активу та інтелігенції. Вони мусили свідчити «про всі звірства та злодіяння, скоєні окупантами [...] на території цих районів».

## Обвинувачені
Як обвинувачених у справі було залучено 9 військовослужбовців німецької армії:
- Герман Вінклер (нар. у 1888 році в місті Дрезден) — генерал-лейтенант німецької армії, колишній комендант міста Миколаєва;
- Ганс Занднер (нар. у 1915 році в місті Ессен) — оберштурмфюрер СС, колишній начальник поліції безпеки (СД);
- Макс Людвіг Бютнер (нар. у 1904 році в місті Ашафенбург) — майор, колишній начальник жандармського управління Миколаївської області;
- Франц Кандлер (нар. у 1897 році в місті Штокерау) — капітан, колишній начальник жандармерії Херсона;
- Рудольф Міхель (нар. у 1904 році в місті Циттау) — колишній начальник жандармерії Березнегуватського району;
- Франц Вітцлеб (нар. у 1900 році в селі Гросрудштадт) — колишній начальник охоронної поліції Миколаєва;
- Генріх Шмале (нар. у 1893 році в селі Генемюнден) — колишній заступник начальника охоронної поліції Миколаєва;
- Роберт Берг (нар. у 1913 році в селі Люнтов) — фельдфебель польової жандармерії Миколаєва;
- Йоганн Хапп (нар. у 1913 році в селі Ферде) — оберєфрейтор 783-го охоронного батальйону у Миколаєві[5].

Ще один початковий фігурант на процесі — Ріхард Бартмус, який служив з листопада 1941 року до листопада 1942-го в охоронній поліції Миколаєва, в ході слідства був виведений з числа підсудних. Його місце на лаві підсудних мав посісти інший чиновник Миколаївської жандармерії — Фотт. Бартмуса планувалося використати як свідка, оскільки проти нього була надто мала доказова база для обвинувачення. Втім, задум НКВС із залученням до суду замість Бартмуса колишнього чиновника жандармерії Фотта не зовсім вдалався. Доказів, зібраних проти нього, мабуть все ж таки не вистачило для обвинувачення.

## Звинувачення
Матеріалами Надзвичайної Державної комісії зі встановлення та розслідування злочинів німецько-фашистських загарбників та даними слідства було встановлено, що за період тимчасової окупації було розстріляно 74 600 мирних громадян, викрадено в рабство понад 25 000 (за іншою інформацією — понад 60 000) осіб, знищено 30 680 військовополонених та завдано матеріальних збитків народному господарству області на суму понад 17 мільярдів рублів.
Слідством встановлено, що з моменту зайняття німецькими загарбниками міста Миколаєва 16 серпня 1941 року там почалися масові арешти та вбивства мирного населення, а також радянських військовополонених. Все це проводилося за заздалегідь розробленим планом гітлерівського верховного командування.

Обвинувачений у справі оберштурмфюрер СС Ганс Занднер, який обіймав у Миколаєві посаду начальника управління поліції безпеки, свідчив: 
«...за кілька днів до початку військових дій проти СРСР західна та південна його частина були розбиті на сектори для оперативного обслуговування. Кожен сектор ділився на оперативні групи та команди. Особовий склад груп та команд комплектувався із співробітників гестапо, СД (служба безпеки — прим.), кримінальної поліції, солдатів СС і, частково, солдатів шуцполіції (охоронної поліції — прим.). Кожна оперативна команда рухалася слідом за наступаючими частинами німецької армії та із заняттям населеного пункту чи міста здійснювала вилучення радянського активу, євреїв та інших неблагонадійних для німецької армії осіб та знищувала їх шляхом розстрілу»
Як встановлено слідством, нацистський терор у Миколаєві та Миколаївській області ставив своїм основним завданням масове винищення радянських громадян та вирізнявся винятковим звірством. Людей хапали без жодних причин і приводів, катували їх у катівнях жандармерії та гестапо, розстрілювали та вішали. Низка свідків підтвердила, що заарештованих мирних громадян у критих автомашинах підвозили до високої кам'яної стіни передмістя Темвод, де партіями розстрілювали над заздалегідь підготовленими ямами на території концентраційного табору «Шталаг-364». Разом із убитими в ями кидали і живих людей.
Поголовному винищенню зазнавали євреї та роми.

Допитаний у справі свідок священик Свидоровський в такий спосіб малює картину масового розстрілу євреїв у місті Миколаєві:
«У вересні 1941 року за наказом коменданта та начальника поліції все єврейське населення — діти, дорослі та старі — мали покинути місто Миколаїв. Вранці 14 вересня вулиці, що ведуть до цвинтаря, були забиті євреями, що йдуть. Населення міста з плачем проводжало натовп євреїв, що йшли на цвинтар. Я особисто сам був очевидцем ходи євреїв-смертників, сам ходив до цвинтаря, забитого євреями в кількості 10 тисяч людей різного віку... Протягом трьох днів гестапо, поліція та жандармерія на автомашинах вивозили з цвинтаря євреїв і розстрілювали в яру»

## Захист
Три Одеські адвокати, які виступили на процесі — Беклешев, Биков, Білостоцький і Шеришевский, виконуючи свій службовий обов'язок, просили членів Військового Трибуналу пом'якшити вирок своїм підзахисним. Підсудний Роберт Берг відмовився від послуг наданого йому адвоката та особисто виступив на свій захист.

## Процес
10 січня 1946 року Військовий трибунал Одеського військового округу розпочав слухання справи групи колишніх військовослужбовців німецької армії, звинувачених у масових злочинах, скоєних біля Миколаївської області під час тимчасової окупації. Влада потурбувалася й про те, щоб судовий процес, що готувався, зовні видавався якомога публічнішим. Саме з цією метою для засідань військового трибуналу було обрано приміщення міського театру (теоретично, для засідань використовувалося приміщення Миколаївського театру драми та музичної комедії), здатне вмістити сотні людей. Контингент присутніх ретельно відбирало НКВС. Вже першого дня в залі суду, як випливає з доповіді НКВС УРСР на адресу вищого керівництва республіки, були присутні «понад 600 осіб трудящих міста й сільських районів, а також партійно-радянський актив і військовослужбовці». Забезпечувалося висвітлення ходу процесу на радіо, у місцевій, республіканській і центральній пресі. Працювала група з трьох кінооператорів, що знімали документальний фільм у залі суду. Всі ці кроки НКВС свідчили про важливе ідеологічне і політичне значення, що його надавала Москва відкритому судового процесу в Миколаєві. Паралельно з проведенням оперативно-слідчих заходів радянські спецслужби подбали й про забезпечення громадського порядку як на самому судовому засіданні, так і в місті. Охорону здійснювали бійці й офіцери, відібрані зі складу дислокованого на місці конвойного полку НКВС. Було підкріплено патрулювання вулиць Миколаєва, «вжито заходів щодо посилення роботи міліції по боротьбі з кримінально-злочинним елементом». Маючи намір не афішувати публічно свою більш ніж активну участь в судовому процесі, керівництво НКВС СРСР дало вказівку екіпірувати конвой і охорону в залі суду в червоноармійські однострої. Відібрані в Одесі адвокати підсудних військовополонених-німців також проходили ретельну перевірку в НКВС.
Судове засідання, що транслювалося міською радіомережею Миколаєва, відкрилося оголошенням обвинувального висновку. Державний обвинувач, полковник юстиції І. Ф. Семашко виклав суду встановлені в ході попереднього судового слухання факти злочинної діяльності підсудних німецьких військовополонених і звинуватив їх у «[...] масовому винищуванні мирних радянських громадян і військовополонених Червоної армії, вигнанні в рабство до Німеччини радянських громадян, жахливих злочинах проти людяності, руйнуваннях міст, сіл і величезних матеріальних збитках, завданих внаслідок господарювання німецько-фашистських окупантів». Конкретно окресливши військовому трибуналу суть висунутих проти кожного із підсудних звинувачень, прокурор поставив вимогу про застосування до усіх без винятку військових злочинців смертної кари через повішення. Як видно з доповідної записки про хід судового процесу: «Ця вимога державного обвинувача була зустрінута одностайними й довго нестихаючими оплесками трудящих міста Миколаєва, які переповнили залу судового засідання».
Потім проводилося попереднє опитування підсудних і свідків військовим трибуналом. Характерно те, що під тиском незаперечних доказів, пред'явлених фігурантам під час попереднього слідства, всі вони, за винятком колишнього начальника штабу охоронної поліції Миколаєва Г. Шмале, визнали себе винними. Підсудні Г. Занднер і Р. Берг докладно розповідали суду про факти вчинених ними злочинів.
На суді було заслухано інформацію експерта Надзвичайної державної комісії В. Коваленка. Він навів суду конкретні факти руйнувань підприємств, установ, культурно-освітніх закладів, а також житлового фонду Миколаєва, здебільшого вчинені окупантами у період свого відступу. Зокрема, були повністю знищені промислові підприємства міста, кораблебудівний і педагогічний інститути, фінансовий і залізничний технікуми, будинок обласного театру, приміщення багатьох шкіл, гуртожитків, кращі житлові споруди.
Судове засідання військового трибуналу 14 січня 1946 року стало одним із ключових на процесі. Цього дня відбувалося опитування основних звинувачених по конкретних фактах вчинених злочинів, а також були заслухані свідки. Серед останніх — очевидці, потерпілі й німецькі військовополонені, які свого часу служили під командуванням підсудних. 
На початку ранкового засідання члени військового трибуналу вислухали аргументи колишнього військового коменданта Миколаєва Г. Вінклера, який намагався довести свою непричетність до масового знищення радянських військовополонених. Зокрема, підсудний зробив заяву про те, що: «[...] хоча він і знав про вкрай погане харчування військовополонених і епідемії, що лютували в таборі, однак для покращення становища нібито було потрібно провести особливе обстеження табору». Проте свідчення підсудних Г. Занднера, Й. Хаппа, а також свідків — радянських громадян, звели нанівець всі спроби Г. Вінклера виправдатися. Зокрема, підсудний оберштурмфюрер СС, начальник управління поліції безпеки і СД Миколаєва Занднер заявив про те, що Вінклеру було добре відомо про існування домовленості між керівництвом вермахту та СС «про участь армії у виявленні серед військовополонених політпрацівників і євреїв і передачу їх до СД чи СС для розстрілу».

Наприкінці судового засідання 15 січня 1946 року голова суду надав останнє слово підсудним. Першим виступав головний обвинувачуваний, генерал-лейтенант, військовий комендант міста Г. Вінклер. Засуджуючи свої діяння, німецький генерал просив прощення та, вже практично ні на що не розраховуючи, все ще сподівався уникнути страти:
«Я взяв на себе всю провину, навіть у тих питаннях, де мали вважати винними генерального комісара і керівника СС. Злочини, скоєні за моїми наказами, відбиті у наказах вищого керівництва і не є результатом усвідомленої злочинної ініціативи [...] Я, як старий солдат, відчуваю сором за все те, що зроблено нами. Ми — німці, бачили росіян тільки в такому світлі, в якому їх подавала німецька пропаганда. Мотивом цієї пропаганди була нікчемність і незначність російської людини [...] Я висловлюю свій глибокий жаль за всі ті прикрості, що були завдані вашій країні в результаті дій, вчинених нами [...] Я, засуджуючи свої діяння, прошу в радянського народу прощення за ті дії, що їх здійснила осліплена людина [...] Я вважаю, що необхідно, щоб, якщо у мене буде ця можливість, остання отрута нацизму була видалена із тіла німецького народу [...]»
Подібними проханнями пом'якшити вирок незмінно закінчували свої виступи й інші підсудні.

## Вирок
Судове засідання 17 січня 1946 року стало останнім на процесі. Того дня о 13-й годині у переповненій людьми залі театру Миколаєва голова суду О. Зонов оголосив вирок військового трибуналу. Керуючись ст. 2 Кримінального кодексу УРСР та ст. 296 та 297 Кримінально-процесуального кодексу УРСР та враховуючи ступінь провини кожного підсудного окремо, військовий трибунал засудив семеро із дев'яти підсудних до вищої міри покарання — смертної кари через повішення. Серед них: Г. Вінклер, Г. Занднер, М. Бютнер, Ф. Вітцлеб, Г. Шмале, Р. Міхель і Р. Берг. 
Двоє фігурантів процесу — Ф. Кандлер і Й. Хапп, щодо яких слідство й суд не добули безперечних доказів їх усвідомленої і самостійної злочинної діяльності, були засуджені до 20 років каторжних робіт кожен.

## Виконання вироку
Страту семи засуджених вчинено привселюдно усього за кілька годин потому — о 17:00 17 січня 1946 року. Місцем страти було обрано Базарну площу — тут можна було розмістити величезні маси людей. Як свідчить офіційна інформація УНКВС Миколаївської області, за виконанням вироку військового трибуналу спостерігало до 70 000 громадян. Трупи злочинців залишалися висіти на площі наступні два дні — 18 і 19 січня, і були зняті лише вночі проти 20 січня 1946 року.

## Висвітлення процесу в ЗМІ
Процес висвітлювався у місцевій, республіканській і центральній радянській пресі — газетах «Правда» та «Известия». Також засідання транслювалися по міському радіо та висвітлювалися у місцевих газетах («Бузька зоря» та «Пiвденна правда»). Працювала група з трьох кінооператорів, що знімали документальний фільм у залі суду.
Іноді повідомлення про Миколаївський процес публікували на одній шпальті із повідомленнями про суди над військовими злочинцями в СРСР та інших країнах. Зокрема, 18 січня 1946 року на одній смузі «Известий» було опубліковано повідомлення про Мінський та Миколаївський процеси, а також розповідалося як проходить «Процес зрадників чехословацького народу в Празі».

18 січня 1946 року «Правда» на одній смузі помістила повідомлення про Київський, Мінський і Миколаївський процес, процеси над японськими злочинцями в Манілі (генерал Хомма звинувачувався в жорстокому поводженні з американськими та філіппінськими військовополоненими) та Йокогамі (капітан Каїні Хіраці).

Повідомлення газети «Правда» про Миколаївський судовий процес (1946)
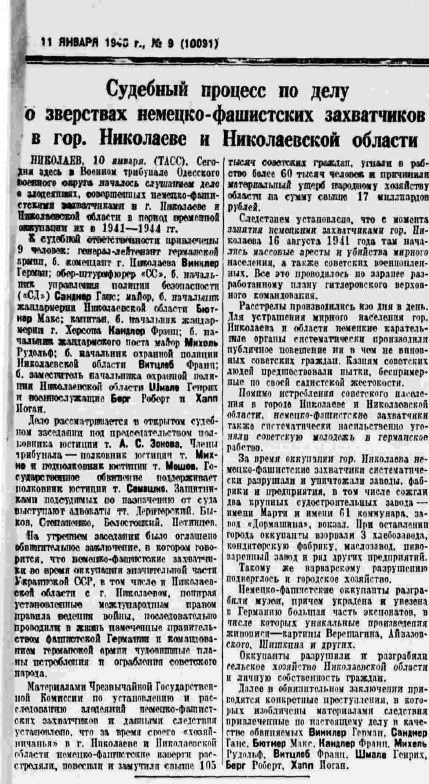
Засідання 10 січня 1946 року
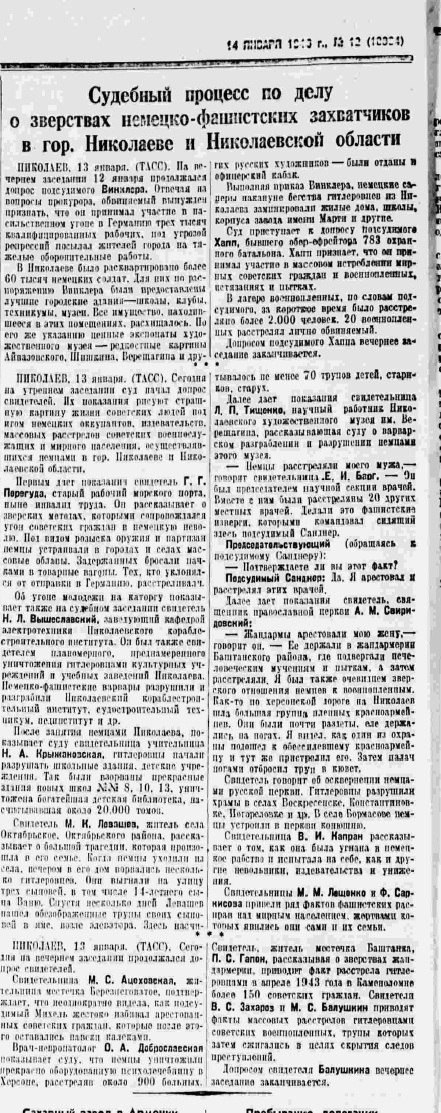
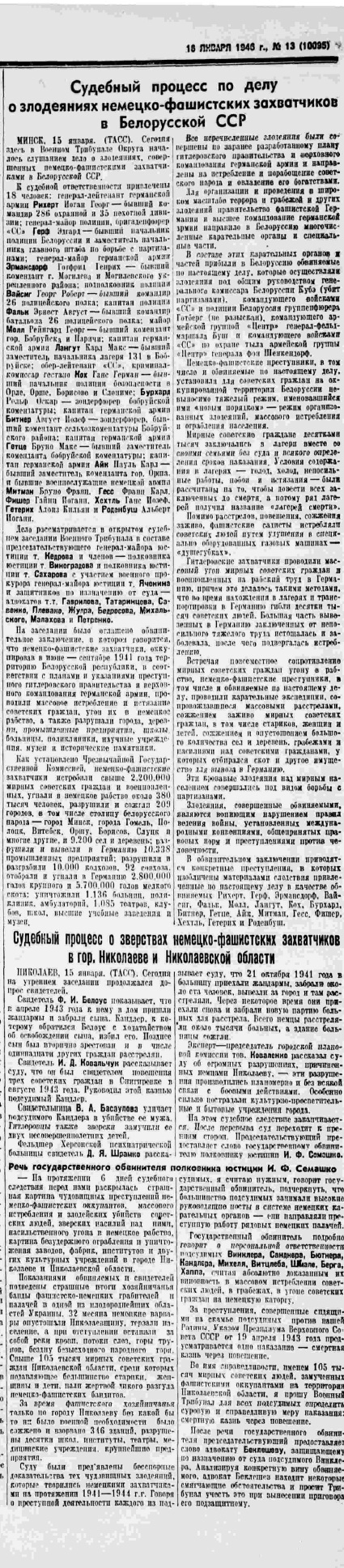
Засідання 11 і 12 січня 1946 року
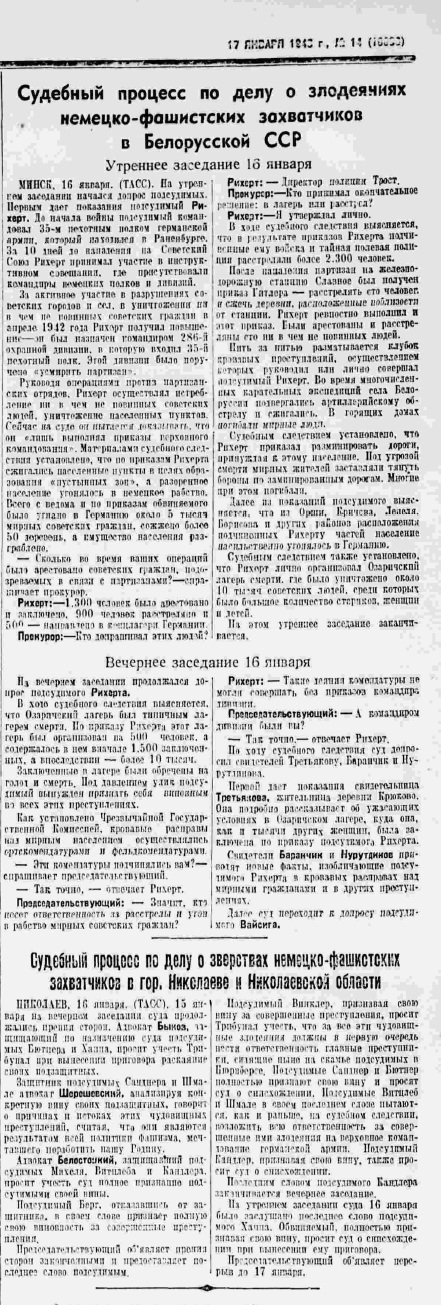
Засідання 15 січня 1946 року
- Засідання 16 січня 1946 року
- Засідання 17 січня 1946 року

## Реакція
В усіх без винятку спецповідомленнях НКВС про хід відкритого судового процесу в Миколаєві мовилося про «переважно позитивне ставлення» аудиторії до подій, що відбувалися. Якою була ця конкретна «позитивна» реакція, видно з доповідної записки, датованої 16 січня 1946 року. У ній ішлося про події, що відбувалися в залі суду напередодні: 
«[...] Обурення робітників, службовців та інтелігенції стосовно підсудних усе більше зростає. Спроби підсудних уникнути справедливої відплати радянського правосуддя викликають обурення у присутніх на процесі радянських громадян. «Як вони не тікали від переслідування Червоної армії, — сказав М[...]й М. С. джерелу «Новикову», — усе-таки сіли на лаву підсудних [...] Добре б усіх повісити, нехай німецьке покоління запам'ятає, як воювати з росіянами [...]» 
Про обурення трудящих діями нацистських загарбників свідчить і агентурне повідомлення джерела «Іванченка», який розмовляв із співробітником поліклініки партактиву Л[...]М:
«[...] Щодо тих, хто сидить на лаві підсудних, я б уніс пропозицію тут же на суді поставити дві лебідки, одну ногу прив'язати до однієї лебідки, другу до іншої і рвати звіроподібних на шматки [...] Іншої кари фашистській сволоті, вандалам за їхні знущання й руйнування не придумати [...]»
Фрагменти з доповідної записки, відправленої до Києва вже після виконання смертного вироку, 18 січня 1946 року: 
«[...] Так, ряд громадян, родичі і близькі яких постраждали від німецьких окупантів, наполегливо просили допустити їх до участі в повішенні засуджених військовим трибуналом [...] Зафіксовані численні репліки, що свідчать про ненависть і презирство до німецько-фашистських загарбників: «Я нітрохи не шкодую про долю цих варварів, вони повісили мого чоловіка, на фронті загинуло два моїх сини [...]», «[...] Їх треба повісити не за шию, а за ноги, — нехай помучаться [...]», «[...] Погано, що вішають тільки сімох німців, адже їх було дев'ятеро, треба було усіх повісити [...]», «[...] Фріци вмерли й не покаялися, тому що їх не мучили, треба було б іншу страту їм придумати [...]», «[...] Пустіть мене ближче, я більше ніж хто інший маю право дивитися — вони повісили мого батька та брата [...]».
Поруч із «позитивними» у спеціальних повідомленнях НКВС рівноцінне за обсягом місце посідають і так звані «негативні відгуки громадян». Так кваліфікувалися висловлювання, в яких звучали мотиви співчуття підсудним, невіри в інкриміновану судом ступінь їхньої провини, поваги до німецької нації взагалі тощо. Фрагмент із службового листування, де йдеться саме про такі прояви: 
«[...] Поряд із цим відзначені й негативні реагування з боку ворожих елементів: юрист Першої юридичної консультації Камша Аполлінарія Володимирівна у бесіді з джерелом «Лебєдєвим» стосовно процесу сказала: «[...] Навіщо влаштували цей процес, маса через це хвилюється. Німці вішали й розстрілювали і наші роблять те ж саме [...] На процесі малюють німців звірами, що вони нібито вішали, вбивали, робили обшуки тощо, однак насправді цього не було. А взагалі вони тільки п'яними переслідували радянських громадян, а коли були тверезими, нікого не чіпали [...]». Камша мешкала на тимчасово окупованій німцями території у Миколаєві і працювала адвокатом у німецькій поліції. [...] За повідомленням джерела «Соколова», робітник заводу № 444 Кирюхін Павло Іванович, який працював у період окупації німцями міста Миколаєва майстром заводу, щодо процесу, сказав: «[...] Ті, котрі сидять на лаві підсудних, невинні, вони тільки виконували волю вищого начальства. Судити їх немає за що...»
«За повідомленням джерела «Невського», механік склозаводу Т[...]й Лука Андрійович, який працював у період окупації Миколаєва інженером масложируправління, в бесіді з ним, заявив: «[...] У період тимчасової окупації [...] я жодного разу не бачив і не чув про те, щоб німці вішали й розстрілювали радянських людей. На мій погляд, цього не було [...]».
Джерело «Ванда», відвідавши на квартирі акторку лялькового театру Семилет Марію Никифорівну, запитала: чи була остання присутньою на площі під час виконання вироку. На це Семилет відповіла: «[...] Не ходила і не піду, я мала бажання подивитися їх живими, але на мертвих дивитися не хочу. Бідні люди. [...] Хіба їх можна порівняти з нашими, усі німецькі начальники в період окупації були такі добрі й чуйні. Я сама особисто зверталася до них по допомогу й завжди отримувала задоволення [...]».
Присутня під час цієї розмови сестра Семилет — Віра, котра нещодавно повернулася як репатріантка з Німеччини і в даний час працює в друкарні, будучи солідарною з висловлюванням своєї сестри, заявила: «[...] Наші можуть голосувати тільки за Батьківщину й за Сталіна і кликати на виборчі дільниці, та щороку обирати жирних кабанів, які нічого не можуть зробити для того, щоб полегшити життя [...]».

Того ж вечора джерело «Ванда» разом із Семилет відвідали їхню знайому Мар'яну Степанівну, що їй Семилет висловила жаль із приводу засуджених німців. На це Мар'яна відповіла: «Я бачила, як виконували вирок, і усі вони, повішені, молодці, тримали себе з достоїнством, а найголовніший з них Занднер, сам голову просмикнув у петлю, не чекав, щоб йому її вдягали. [...] Що ж до наших, то в них навіть мотузки не вистачило для петлі, адже, один із повішених був низького зросту, не діставав до петлі, і він повинен був сам у неї втягуватися [...]»